# Comité de liaison des étudiants de France
Ne doit pas être confondu avec Collectif des étudiants libéraux de France.
 (juillet 2017).
Si vous disposez d'ouvrages ou d'articles de référence ou si vous connaissez des sites web de qualité traitant du thème abordé ici, merci de compléter l'article en donnant les références utiles à sa vérifiabilité et en les liant à la section « Notes et références ».
Le Comité de liaison des étudiants de France (CLEF) était une organisation informelle créée en 1975 par des associations de filière, apartisanes et indépendantes, et présidée par Alain Marie issu de l'Association Générale des Étudiants en Médecine de Paris (AGEMP).

## Composition
Le CLEF regroupait :
- l'Association nationale des étudiants en lettres, droit, Sciences, sciences économiques et technologie de France (ANEF)
- l'Association nationale des étudiants en médecine de France (ANEMF)
- l'Association Nationale des étudiants en pharmacie de France (ANEPF)
- l'Union nationale des étudiants en chirurgie dentaire (UNECD)
- la Fédération nationale des associations d'élèves en grandes écoles (FNAGE)

Ces organisations monodisciplinaires[Information douteuse] regroupent les anciennes corpos depuis la crise de l'UNEF des années 1950. 
L'ANEMF, l'ANEPF et l'UNECD existent toujours et sont aujourd'hui membres de la FAGE.

## Disparition
Le CLEF fusionne avec la FNEF en 1982 pour donner la Confédération nationale des étudiants de France (CNEF). Celle-ci resta active jusqu'en 1986. Elle disparut avec la création de la FAGE.

## Ne pas confondre
Le CLEF ne doit pas être confondu avec le CELF, Collectif des Étudiants Libéraux de France, proche des giscardiens. Les deux organisations existèrent simultanément, et furent même adversaires aux élections CNESER de 1979.